# Muskaatpompoen
De muskaatpompoen, muskuspompoen of muskaatcourgette (Cucurbita moschata) is een eenjarige plant uit de komkommerfamilie (Cucurbitaceae).
Het is een kruipende, eenhuizige plant met vertakte ranken en vijfhoekige scheuten, die meer dan 10 m lang kunnen worden. De zacht behaarde bladschijf is in omtrek niervormig, tot 20 cm lang en tot 30 cm breed. De mannelijke bloemen groeien aan lange stelen en de vrouwelijke staan aan korte stelen. De kelk is klokvormig. De felgele, trechtervormige kroonbuis is tot 20 cm breed.

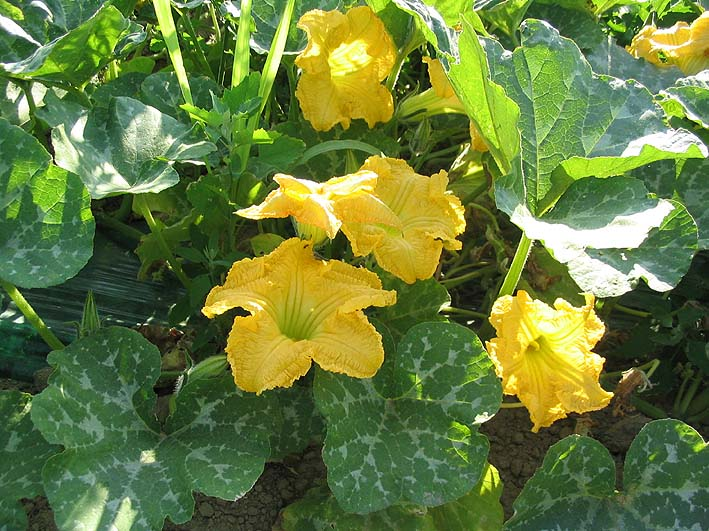
Bladeren en bloemen

De muskaatpompoen is een cultuurgewas en kan daardoor in vorm en grootte sterk variëren. Meestal is het een breed-afgeronde tot eivormige of langwerpige ovale, vaak stomp geribde bes, die tot 20 kg kan wegen. De schil is groen tot okerkleurig. De schil wordt voor consumptie meestal verwijderd en de harde, vijfkantige vruchtsteel is bij de vruchtaanzet tot een schijf verbreed. Het zachte, vezelige, zoetige vruchtvlees is donkergeel tot oranje. De centrale vruchtholte bevat vele, witte of bruine platte tot 2 cm grote zaden. Een bekend type muskaatpompoen is de flespompoen (ook wel butternut).
Het vruchtvlees van rijpe en onrijpe vruchten wordt gestoofd of gebakken en als groente geserveerd. Ook kan het vruchtvlees worden verwerkt in soepen en curry's, worden gepureerd en zoet of zoetzuur worden ingelegd.
De gemeenschappelijke voorouder van o.a. de muskaatpompoen, reuzenpompoen en courgette kwam van nature voor in Midden-Amerika en Zuid-Amerika. Deze (onbekende) voorouder is gecultiveerd door verschillende groepen oorspronkelijke bewoners. Doordat de landbouw zich in centraal Mexico, de Andes en het Amazonegebied los van elkaar heeft ontwikkeld, zijn er verschillende soorten uit deze voorouder ontstaan. Van deze soorten staat de muskaatpompoen het dichtst bij de voorouder, waardoor deze hybriden kan vormen met een aantal andere soorten uit het geslacht. Het algemeen verkrijgbare ras 'Tetsukabuto' is bijvoorbeeld zo'n hybride. De plant wordt wereldwijd in de (sub)tropen gekweekt. Deze soort heeft over het algemeen meer tijd, warmte en daglengte nodig dan andere pompoensoorten. In gematigde streken is het succes van de teelt dan ook wisselvallig; veel hangt af van de juiste raskeuze.

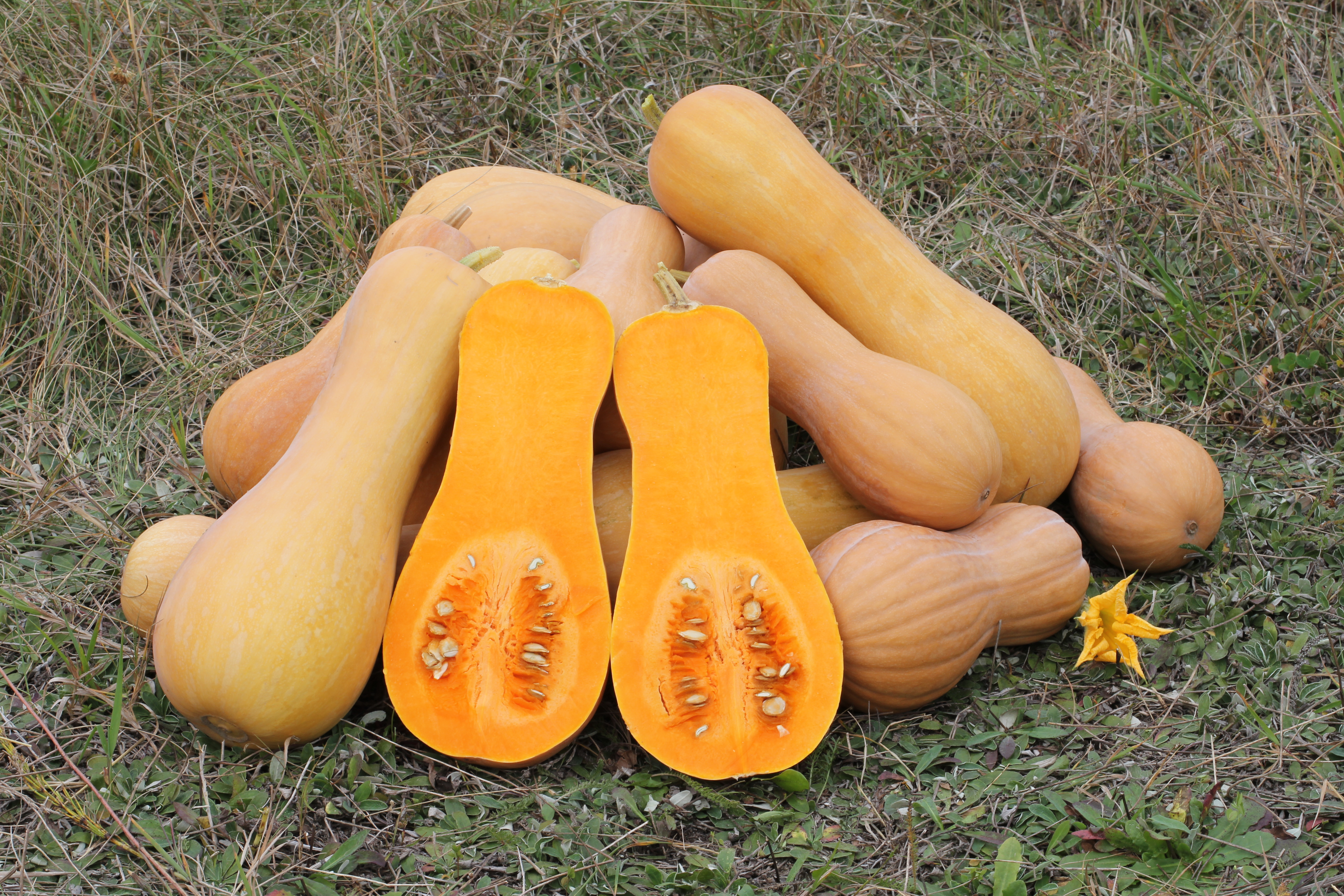
Fles-type
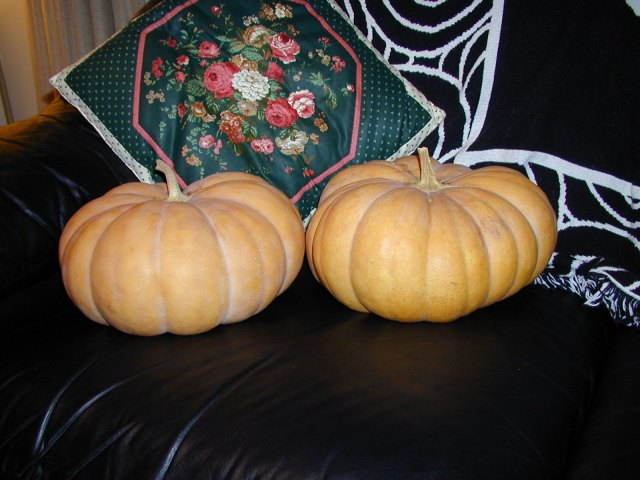
Kaas-type
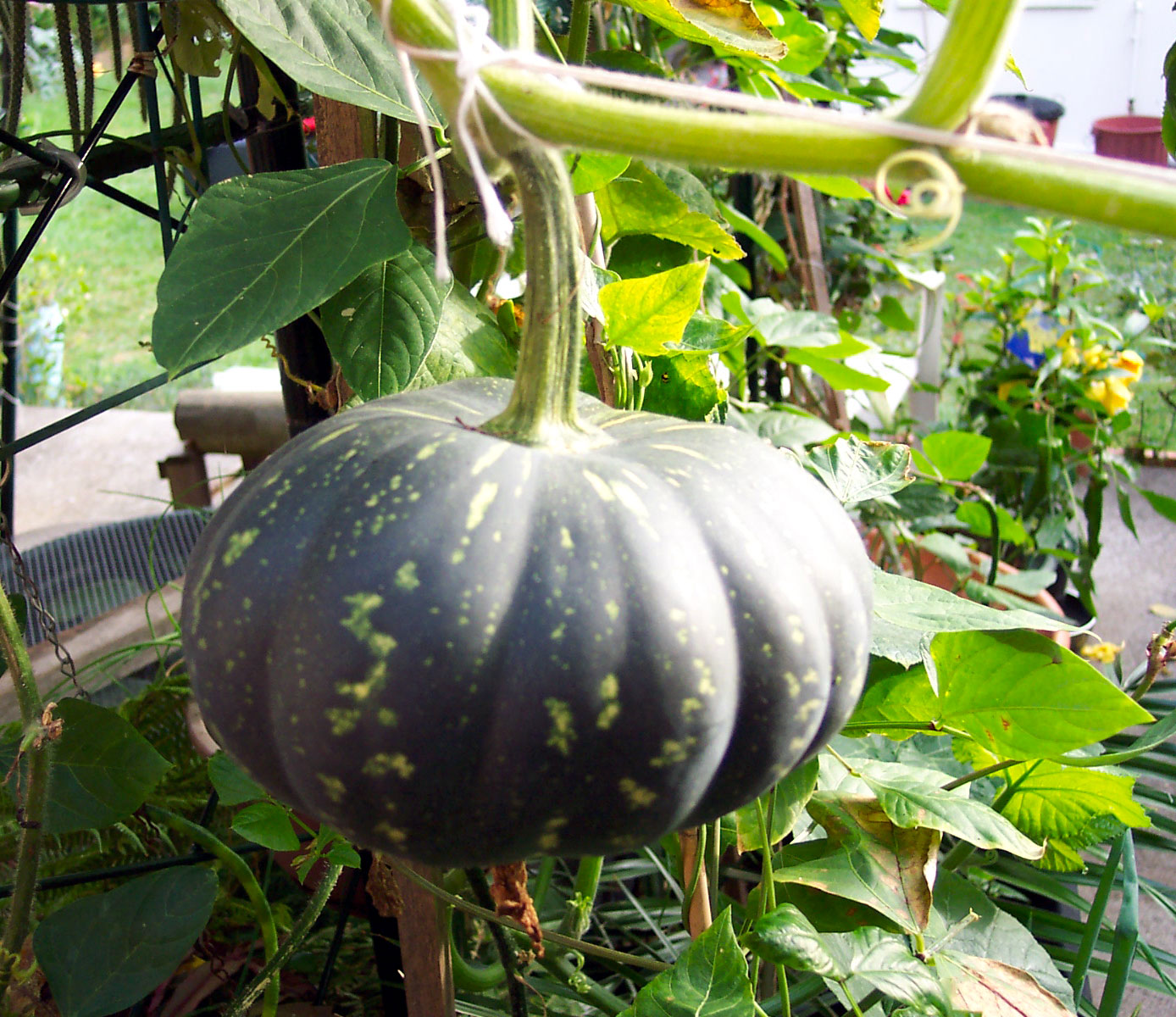
Kabocha-type